# Florian Herrnleben
Florian Herrnleben (* 30. September 1982 in Bamberg) ist ein deutscher Puppenspieler, Kabarettist und Hörspielsprecher.

## Leben
Florian Herrnleben wurde als ältester Sohn des Puppenspielerehepaars Wolfgang und Elisabeth Herrnleben in Bamberg geboren. Sein Urgroßvater Hans Herrnleben gründete 1945 die Puppenbühne Herrnleben, war bekannter Humorist und Volksschauspieler in Bamberg.
Im Alter von fünf Jahren stand Florian Herrnleben das erste Mal auf der Bühne, bereits mit sechs Jahren übernahm er seine erste Rolle in der Puppenbühne.
Bayernweit bekannt wurde er Mitte der 90er-Jahre, als er in seiner Rolle als Kakadu Plapperix mehrfach in der Kindersendung Schlawinerplatz des Bayerischen Fernsehens auftrat.
International war er als Puppenspieler bereits für den italienischen Plüschtierhersteller Trudi auf der Spielwarenmesse tätig.
Nach plötzlicher Erkrankung seines Vaters Wolfgang Herrnleben übernahm er 2006 zunächst die Rolle des Bamberger Kasperls und die organisatorische Leitung der Puppenbühne. Mit dem Tod seiner Mutter im Jahr 2011 wurde er alleiniger Inhaber sowie künstlerischer Leiter des Familienunternehmens.

## Inszenierungen / Kasperlgeschichten
Florian Herrnleben konzentriert sich seit Übernahme der Puppenbühne hauptsächlich auf Reinszenierungen aus dem umfassenden Archiv der Puppenspielerfamilie, das weit über 800 eigene Stücke, adaptierte Märchen und Abenteuer umfasst. Er schrieb allerdings auch neue Kasperlabenteuer, so zum Beispiel das Stück „Sandkirchweih für Zwerge“, das gleichzeitig sein Autorendebüt für die berühmte Bamberger Sandkerwa darstellt, die traditionell durch ein großes Kasperlabenteuer der Herrnlebens eröffnet wird.

## Hörspiele
Florian Herrnleben ließ die beliebten Hörspiele des Bamberger Kasperls, die ursprünglich für das Lokalradio produziert wurden, wieder aufleben und veröffentlichte mehrere Tonträger mit Geschichten des Bamberger Kasperls. Zusammen mit Johannes Speckamp produzierte er außerdem ein Album mit 11 Kinderliedern des Bamberger Kasperls.
In der Hauptrolle als Bamberger Kasperl sprach er zusammen mit Bastian Pastewka, Dirk Bach, Martin Schneider, Lisa Feller, Bodo Bach, Ralf Richter u. v. m. die Hörspiel-CD „Kindergeschichten mit dem Bamberger Kasperl - SPEZIAL“. Seine CD mit dem Umweltgeschichten entstand in Kooperation mit dem Bayerischen Staatsministerium für Umwelt und Gesundheit.

## Veröffentlichungen

### Tonträger
- 2006: Weihnachtsgeschichten mit dem Bamberger Kasperl, 2006
- 2007: Kindergeschichten mit dem Bamberger Kasperl, 2007
- 2008: Kindergeschichten mit dem Bamberger Kasperl (Spezial), 2008
- 2009: Hey, Kasperl! – 11 Kinderlieder des Bamberger Kasperls, 2009
- 2011: Umweltgeschichten mit dem Bamberger Kasperl, 2011

### Bücher
- 2020: Kasperlbunt! - 75 Jahre Bamberger Kasperl und Puppenbühne Herrnleben, ISBN 978-3982248004
- 2021: Overnörgelism!  - Bambergs buchgewordenes Stammtischgenörgel von Florian Herrnleben, ISBN 978-3-9822480-1-1

## Live-Programme

### Figurenkabarett
Zusammen mit seinem Onkel Albert Herrnleben brachte er unter dem Titel Herrnlebens Figurenkabarett einige Lokalkabarettprogramme zur Aufführung:
- Bamberg auf Sendung
- Fei obochd!

### Musik
In unterschiedlicher Bandbesetzung, aber immer mit Herrnleben als Frontmann, gibt es regelmäßig Auftritte der „Bamberg basst scho!“-Band, die in fränkischer und Bamberger Mundart kabarettistische, satirische und alberne Texte rund um Bamberg auf die Bühne bringen.

### Comedy
2015 stand Florian Herrnleben zum ersten Mal mit einem kompletten Solocomedy-Programm auf der Bühne. Unter dem Motto und gleichzeitigen Programmtitel „Schwangerschaftstest: Bestanden!“ sinniert er als frischgebackener Vater über Schwangerschaften und das Vaterwerden an sich. Mit diesem Programm war er auch als Gastkünstler auf Kreuzfahrtschiffen zu sehen.

### Kabarett
Seit 2016 konzentriert sich Herrnleben auf die kabarettistische und satirische Verarbeitung von lokalpolitischen und gesellschaftlichen Themen in Bamberg. Er schreibt regelmäßig Glossen und Kolumnen für verschiedene Stadtmagazine und präsentiert regelmäßig abendfüllende, fast tagesaktuelle Liveprogramme.

### Bamberger Fastenpredigt
Im Jahr 2023 hielt Florian Herrnleben die 8. Bamberger Fastenpredigt vor rund 500 Zuschauern im Bamberger Ziegelbau, als Nachfolger der Schauspieler Andreas Ullich und Arnd Rühlmann. Er gab sich hierfür den Mönchsnamen "Bruder Udalrich". 

## Kolumnen
Bereits seit 2017 schreibt Florian Herrnleben regelmäßig Kolumnen und Glossen über Bamberger Themen, zunächst im monatlich erscheinenden Stadtmagazin Stadtecho Bamberg. Die Zusammenarbeit beendete Herrnleben im Dezember 2024.
Seit Herbst 2023 ist Florian Herrnleben als Kolumnist des Fränkischer Tag tätig und verfasst die Samstagskolumne für die Bamberger Ausgabe. Darin wechselt er inhaltlich zwischen den Kommentierung aktueller Themen des Stadtgesprächs und der Berichterstattung, deckt aber oft auch Unregelmäßigkeiten der Rathauspolitik auf und thematisiert Ungerechtigkeiten im Verwaltungshandeln, die weitere Berichterstattung nach sich ziehen. Seine Kolumne erscheint wöchentlich und trägt den Titel "Sabberlodd, Bamberg!". 

## Sonstiges
2009 und 2010 schrieb Florian Herrnleben die Texte der offiziellen Sandkerwa-Lieder mit den Titeln „Bratwurst, Pommes, Steckerlfisch“ sowie „Sandkerwa Zwanzig-Zehn!“. Die Musik dazu komponierte Johannes Speckamp.
2014 und 2015 hielt Florian Herrnleben die kabarettistischen Hauptreden am Politischen Aschermittwoch der Bamberger CSU.
2020 war Florian Herrnleben maßgeblich an der Aufklärung des sogenannten Überstundenskandals in Bamberg beteiligt, der zu staatsanwaltlichen Ermittlungen sowie Durchsuchungen im Bamberger Rathaus führte.
2021 deckte Herrnleben in seinem Blog zur Bamberger Lokalpolitik mehrere Fake-Accounts auf, die sich per Facebook in politische und gesellschaftliche Diskussionen in Bamberg einmischten. Als Verantwortlicher hinter den Accounts kristallisierte sich Klaus Stieringer heraus, Geschäftsführer des Stadtmarketing-Vereins und Fraktionschef der Bamberger SPD. In Folge des Skandals gab dieser im Frühjahr 2022 den Fraktionsvorsitz auf, im Sommer trat er aus Partei und Fraktion aus, behielt aber seinen Sitz im Stadtrat.